# Radiolys
Radiolys är kemisk spjälkning av molekyler genom joniserande strålning. Den åstadkoms genom upplösning av en eller flera kemiska bindningar som en följd av att de utsatts för högenergiflöden. Radiolys skall skiljas från spjälkning orsakad av annan strålning, som exempelvis fotolys, där (ultraviolett eller synligt) ljus åstadkommer spjälkningen.
Till exempel bildas i vatten som utsätts för joniserande strålning, såsom alfastrålning, vid sidan av joner både väteradikaler och hydroxylradikaler. De kemiska reaktionerna i koncentrerade lösningar utsatta för joniserande strålning är ytterst komplicerade. Radiolys kan lokalt påverka förutsättningarna för redoxprocesser, och därigenom föreningarnas tendens att uppdelas i joner och deras löslighet.

## Vattenspjälkning
Den viktigaste undersökta strålningsorsakade kemiska reaktionen är uppdelning av vatten. När vatten utsätts för (joniserande) strålning påbörjas en nedbrytning till väteperoxid, väteradikaler och olika syreföreningar, som ozon, som frigör stora mängder energi vid återgång till syre. Vissa av dessa föreningar är explosiva. Denna spjälkning förorsakas främst av alfapartiklarna, som kan absorberas helt av mycket tunna vattenskikt.

## Tillämpningar

### Riskbedömning och förebyggande av korrosion i kärnkraftverk
Man anser att hydroxylkoncentrationen i radioaktivt bestrålat vatten i det inre kylsystemet i lättvattenreaktorer måste beaktas när man utformar kärnkraftverk, för att förhindra minskad avkylningseffekt till följd av korrosion.

### Väteproduktion
Det rådande intresset för icketraditionella metoder för att framställa vätgas har lett till ett förnyat intresse för radiolytisk vattenspjälkning, där samspelet mellan olika slags joniserande strålning (α, β och γ) och vatten åstadkommer molekylärt väte. Detta nya intresse stärktes av att man numera har tillgång till stora kvantiteter av strålningskällor i form av kärnbränsleavfallet från kärnkraftverk. Detta avfall lagras normalt i vattenbassänger, i väntan på slutförvaring eller upparbetning. Utbytet av vätgas till följd av att vattnet utsätts för betastrålning och gammastrålning är lågt (G-värden = <1 molekyl per 100 elektronvolt absorptionsenergi), men detta beror i hög grad på att spjälkningsprodukterna raskt rekombinerar. Med tillsatser i vattnet, eller om man skapar fysikaliska förutsättningar som förhindrar att kemisk jämvikt uppnås, så kan nettoproduktionen av vätgas kraftigt ökas.
En annan metod är att använda radioaktivt avfall som energikälla för att omvandla natriumborat till natriumborhydrid. Medelst en lämplig kombination av åtgärder kan man producera stabila borhydrider och använda dem för att lagra väte som skall användas som bränsle.

### Kärnbränsleavfall
Under ett antal år har gas som uppstår genom radiolys av vätehaltiga ämnen medfört svårigheter för transport och lagring av radioaktivt avfall. Brännbara och korrosiva gaser kan uppstå, samtidigt som kemiska reaktioner kan binda väte, och dessa reaktioner kan påskyndas av strålning. Vad nettoeffekten av dessa motverkande reaktioner kan bli är för närvarande inte särskilt väl känt.

### Jordens historia
Forskare har föreslagit att radiolys skulle kunna ha varit huvudkällan för det atmosfäriska syret under jordens tidiga utvecklingsskeden, när dess radioaktivitet var nästan två storleksordningar högre än nu, och att detta kunde ha åstadkommit betingelserna för livets uppkomst. Molekylärt väte och syror som uppstod genom vattenradiolys kan också ha tillhandahållit en kontinuerlig energikälla åt underjordiska mikroorganismer (Pedersen, 1999). Sådana funderingar stöds av en upptäckt i Mponengguldgruvan i Sydafrika, där forskarna fann ett ekosystem av mikroorganismer som dominerades av en tidigare okänd variant av Desulfotomaculum, som klarade sig helt utan fotosyntes, och i stället främst livnärde sig på H2 som främst uppkommit genom radiolys.